# Législature nationale (Soudan du Sud)
Pour les autres articles nationaux ou selon les autres juridictions, voir Législature nationale.
Complexe des ministères
La Législature nationale (en anglais : National Legislature), est le parlement bicaméral du Soudan du Sud, le pouvoir législatif du pays. Elle se compose :
- d'une chambre basse, l'Assemblée législative nationale de transition (TNLA) ;
- d'une chambre haute, le Conseil des États.

## Histoire
La législature nationale du Soudan Sud est créée en 2011 à la suite de l'indépendance, au même titre que les autres institutions du pays. Elle siège à Djouba, la capitale du pays.
Elle se compose de 2011 à 2016 :
- d'une chambre basse, l'Assemblée législative ;
- d'une chambre haute, le Conseil des États.

## Rôles
- Étude et adoption d'amendements de la Constitution ;
- Promulgation de lois ;
- Discuter des déclarations faites par le Président et prendre des décisions qui pourraient être nécessaires ;
- Reconsidérer un projet de loi qui a été refusé par le Président ;
- Attaquer en justice le Président ;
- Approbation des déclarations de guerre ;
- Confirmation des déclarations d'état d'urgence.